# Parafia św. Jana Chrzciciela w Legnicy
Parafia pw. Świętego Jana Chrzciciela w Legnicy – parafia dekanatu Legnica Zachód w diecezji legnickiej. 
Jej proboszczem jest o. Zdzisław Tamioła OFMConv. Obsługiwana przez Zakon Braci Mniejszych Konwentualnych (Franciszkanów). Siedzibą jest Kościół św. Jana Chrzciciela w Legnicy. Erygowana 24 czerwca 1804 roku, jest najstarszą nieprzerwanie działającą parafią katolicką w mieście. Mieści się przy ulicy Ojców Zbigniewa i Michała 1.
W kościele znajduje się Mauzoleum Piastów (Monumentum Piasteum), w którym spoczywa ostatni przedstawiciel dynastii Piastów książę Jerzy Wilhelm.
W przyległym do kościoła klasztorze ma siedzibę Katolickie  Liceum oraz Szkoła Podstawowa im. świętego Franciszka (od roku 2019; wcześniej Gimnazjum i Liceum).

## Ulice należące do parafii
Ulice w parafii: Anielewicza, Artyleryjska (nr 5-7/11 i 2-18 parzyste), Batorego, Bilsego, Boczna, Brama Głogowska, Chojnowska (nr 1-153 i 4-96), Dąbrowskiego, Dworcowa, Działkowa (nr 1-43 i 12-58 parzyste), Dziennikarska (nr 7-11 i 2-16 parzyste), Franciszkańska, Fredry, Głogowska (nr 1-33 i 2-18 parzyste), Głowackiego, Gwarna (nr 1-4), Hutników, Jagiellońska, św. Jana, Kąpielowa, Plac Klasztorny, Kochanowskiego, Kard. Kominka, Korczaka, Kraszewskiego, Krótka, Książęca, Lotnicza (nr 1-25 i 2-24 parzyste), Łokietka, Masarska (5-17a i 2-6 parzyste), Matejki, Młynarska 1a-1-2-3 i 4, Murarska, Nowa, Nowy Świat, Ojców Zbigniewa i Michała, Paderewskiego, Parkowa, Partyzantów, Piastowska, Piechoty, Piekarska (2-14 parzyste), Plater, Pocztowa, Prusa, Przemysłowa, Rycerska, Rynek 10,11,12,13,14,15,16,17,18,19,36,38; Saperska, Sejmowa, Senatorska, Sierocińska, Skarbowa, Skłodowskiej, Ściegiennego, Ścinawska, Środkowa 1, Torowa, Wazów, Wojciecha, Wolności Wrocławska (2-8 parzyste), Zamkowa, Złotoryjska (41-99 nieparzyste), Żwirki i Wigury.